# Schön Gábor
Schön Gábor, születési nevén: Goldberger Gábor (Budapest, 1896. szeptember 17. – Budapest, 1919. december 18.) joghallgató,  kommunista pártmunkás, 1919-es Magyarországi Tanácsköztársaságban Korvin Ottó beosztottja és a budapesti politikai nyomozók főnöke.

## Élete
1896-ban született. Schön Jeremiás fogadta örökbe, anyja Engel Sarolta.  Az első világháborúban 2 évet szolgált a fronton majd jogot tanult. A Magyarországi Tanácsköztársaság alatt belépett a Kommunisták Magyarországi Pártjába és Lenin-fiú lett. Közvetlen főnöke Korvin Ottó volt, aki kinevezte a fővárosi politikai nyomozók főnökének. Schön nevéhez fűződik Dobsa Miklós 19 éves zászlós meggyilkolása, ő bízta meg Cserny Józsefet, hogy ölje meg:

„Cserny elvtárs, küldök önnek egy hetyke legényt, intézzék el angolosan.”

– Schön Gábor 1919. április 20

## Tárgyalása és kivégzése
A proletárdiktatúra bukása után Schön rendőrkézre került. 1919 novemberével kezdődött a büntetőtárgyalása, ahol több társával együtt tárgyalták az ügyüket Váry Albert főállamügyész vezetésével:

„A bíróság a terroristák bűnei közül a következő gyilkosságokat fogja tárgyalni: 

1. Dobsa Miklós zászlós meggyilkolása.

2. A Hollánok megöletése.

3. Dr. Berend Miklós egyetemi tanár meggyilkolása.

4. Madarász Pál orvostanhallgató megölése.

5. Fery Oszkár altábornagy, Borhy Sándor és Menkina János csendőrezredes kivégeztetése.”

– : Hétfői Napló, 1919. november 24. 3. oldal

Schönt és 13 társát (köztük Cserny Józsefet a Lenin-fiúk parancsnokát) kötél általi halálra ítélték. Schön nevelőapja azt kérte a bíróságtól, hogy fosszák meg a vezetéknevétől, ezért a bíróság Schönt átkeresztelte Goldberger Gáborra. A halálbüntetést 1919. december 18-án végrehajtották a Margit körút 85. szám alatti fogházban.

## Kapcsolódó szócikk
- Vörösterror